# Kabinett Hoffmann II (Bayern)
Das Kabinett Hoffmann II bildete vom 31. Mai 1919 bis 16. März 1920 die Landesregierung von Bayern.

## Geschichte
Bereits das Kabinett Hoffmann I unter Ministerpräsident Johannes Hoffmann war nach der Ausrufung der Münchner Räterepublik mit dem Landtag nach Bamberg ausgewichen. Zu Hilfe gerufene Freikorpseinheiten eroberten zusammen mit preußischen und württembergischen Reichswehrverbänden München bis zum 2. Mai 1919 zurück. Die Bamberger Verfassung wurde am 12. August 1919 von den Mitgliedern des Landtags und der Regierung von BVP und Mehrheits-SPD beschlossen. Bis zum 17. August 1919 tagte das Kabinett weiterhin in Bamberg und kehrte dann nach München zurück. Nach dem Kapp-Putsch im März 1920 trat Hoffmann als Ministerpräsident des Freistaates Bayern zurück.

## Mitglieder
| Amt                           | Name                                     | Bild | Partei | Partei |
| ----------------------------- | ---------------------------------------- | ---- | ------ | ------ |
| Ministerpräsident             | Johannes Hoffmann                        |      |        | SPD    |
| Äußeres                       | Johannes Hoffmann                        |      |        | SPD    |
| Kultus                        | Johannes Hoffmann                        |      |        | SPD    |
| Justiz                        | Ernst Müller-Meiningen                   |      |        | DDP    |
| Inneres                       | Fritz Endres                             |      |        | SPD    |
| Finanzen                      | Karl Friedrich Speck bis 28. Januar 1920 |      |        | BVP    |
| Finanzen                      | Karl Gustav Kofler                       |      |        | BVP    |
| Soziales                      | Martin Segitz                            |      |        | SPD    |
| Militär                       | Ernst Schneppenhorst bis 25. August 1919 |      |        | SPD    |
| Handel, Industrie und Gewerbe | Eduard Hamm                              |      |        | DDP    |
| Landwirtschaft                | Karl von Freyberg                        |      |        | BVP    |